# 提出
| ウィキペディアには「提出」という見出しの百科事典記事はありません（タイトルに「提出」を含むページの一覧/「提出」で始まるページの一覧）。 代わりにウィクショナリーのページ「提出」が役に立つかもしれません。 |